# پیتربورو
پیتربورو (به انگلیسی: Peterborough) شهری است در انگلستان واقع در ناحیهٔ شرق انگلستان. جمعیت این شهر۱۸۴٬۵۰۰ نفر است.

## شهرهای خواهرخوانده
- الکالا د هنارس، اسپانیا (۱۹۸۶)
- بورژ، فرانسه (۱۹۵۷)[۱]
- فورلی، ایتالیا (۱۹۸۱)
- فیرسن، آلمان (۱۹۸۱)
- وینیتسا، اوکراین (۱۹۹۱)

## نگارخانه

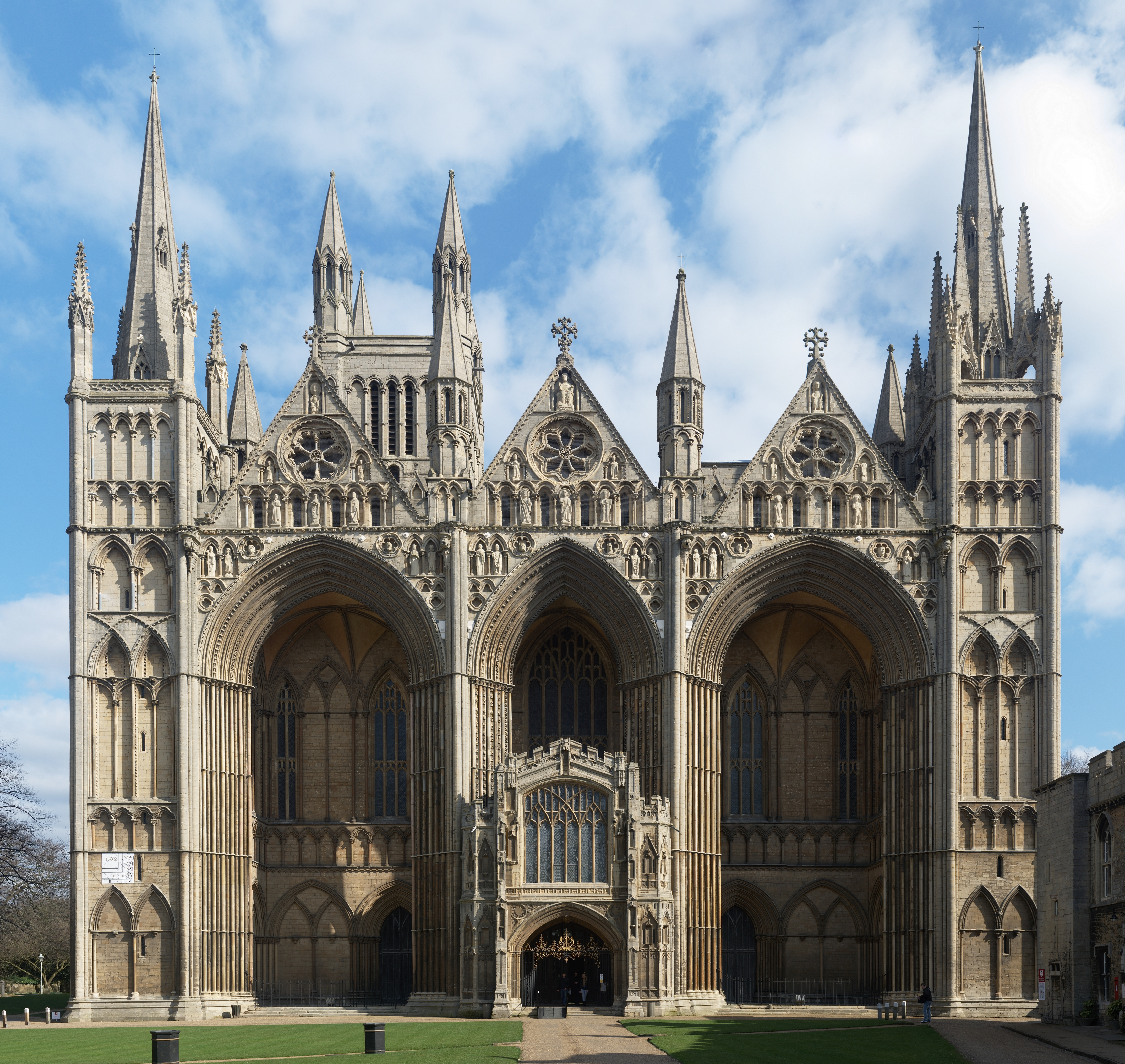
کلیسای جامع پیتربورو
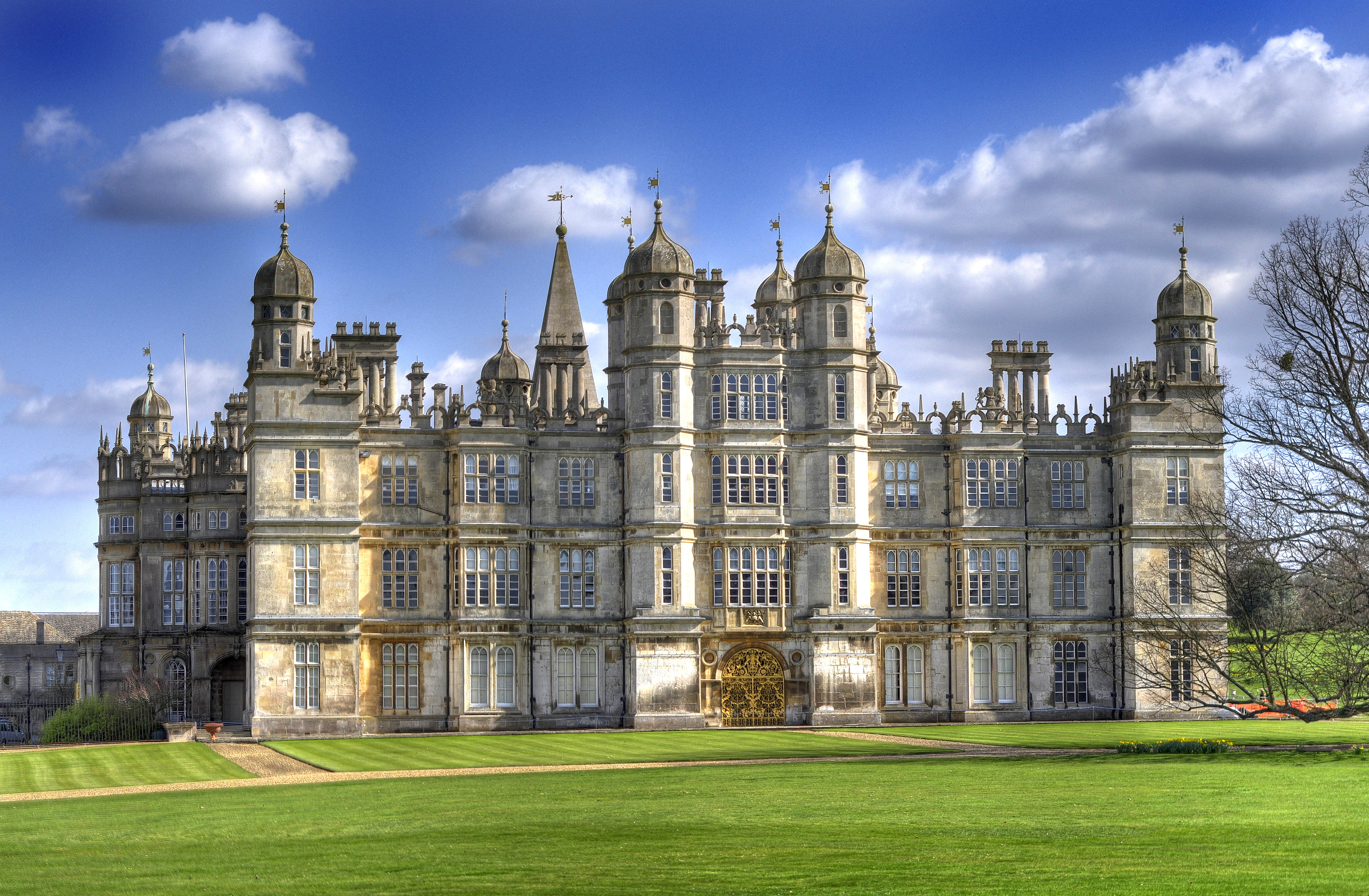
Burghley House
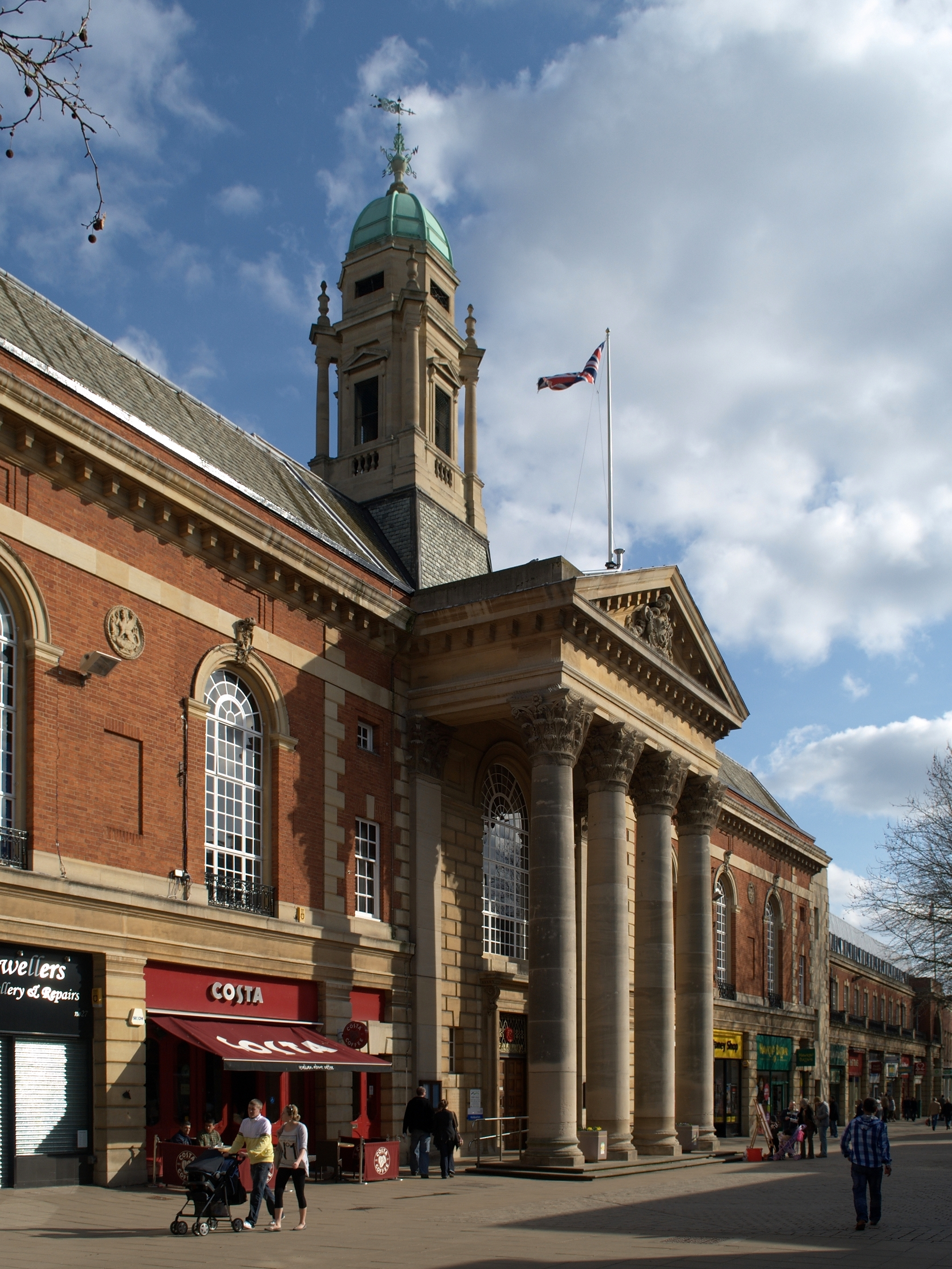
ساختمان شهرداری
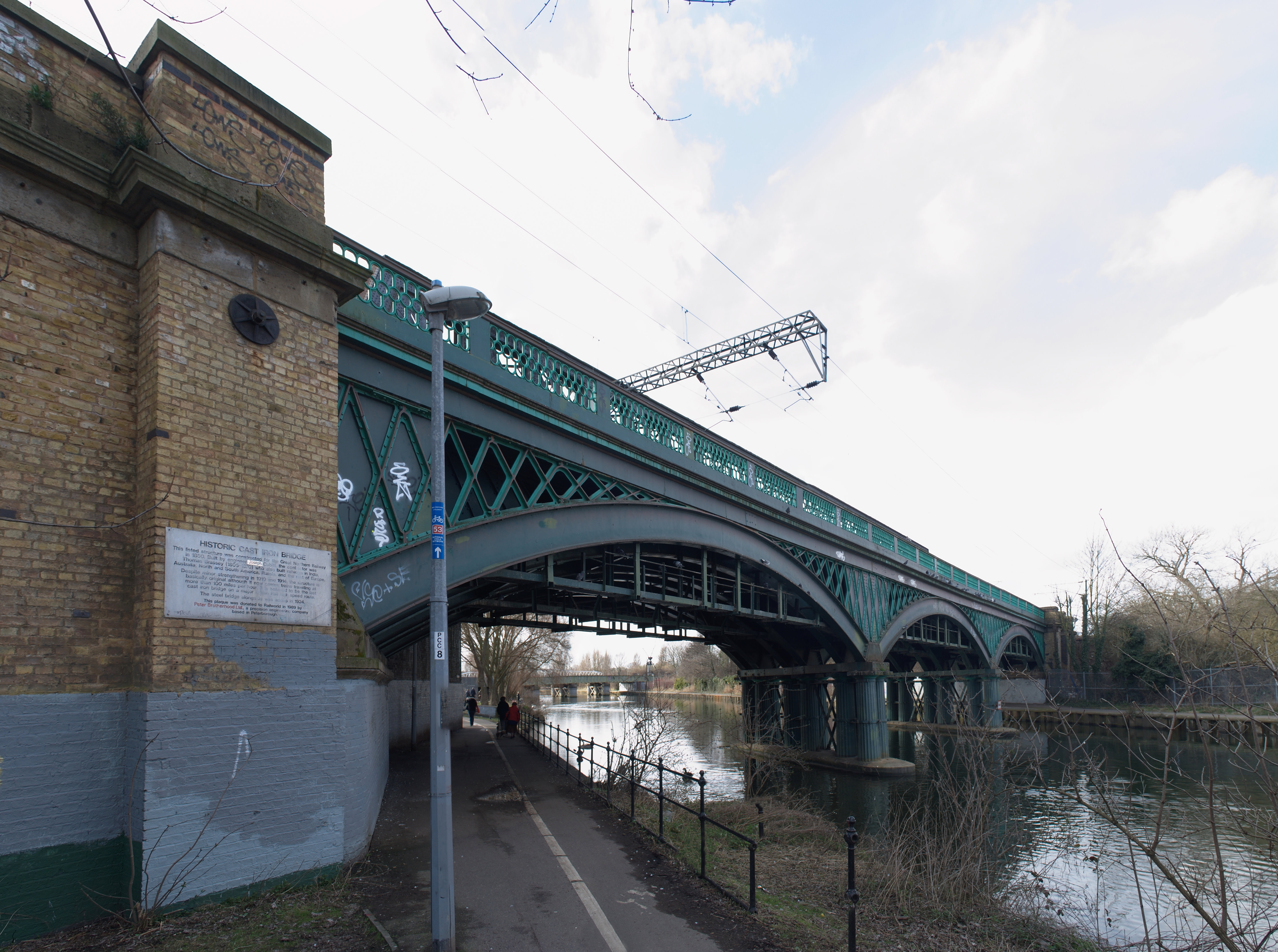
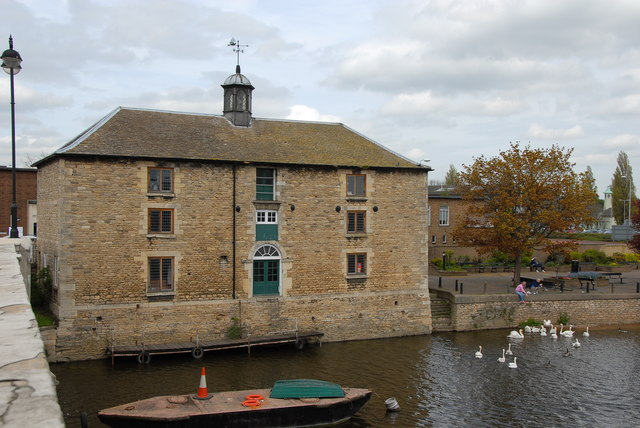
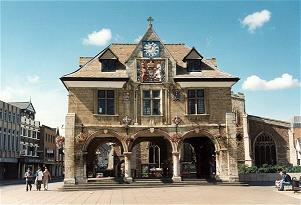
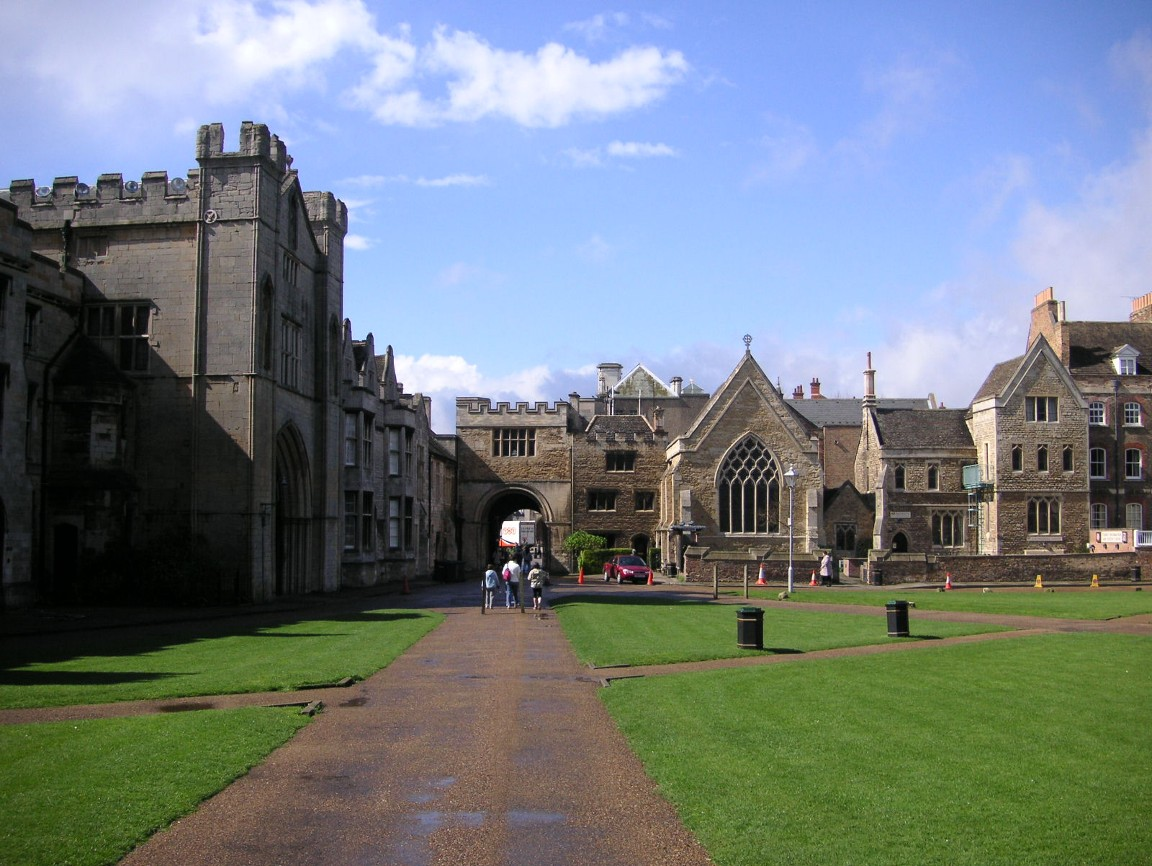